# Жреб за Светско првенство у фудбалу 2018.
Жреб за Светско првенство у Русији 2018. одржан је 1. децембра 2017. у палати Кремљ у Москви, Русија. На жребу су одређене групе за Светско првенство 2018. Тимови су били подијељени у четири шешира. Шешири су формирани на основу позиције на ФИФА ранг листи, изузев Русије, која је као домаћин аутоматски добила место у првом шеширу. Један тим је извлачен из сваког шешира и формирано је осам група са по четири тима.
За разлику од претходних издања Свјетских првенстава, састави шешира одређени су на основу позиција репрезентација на на ФИФА ранг листи у октобру 2017. У  првом шеширу нашле су се домаћин Русија и седам најбоље рангираних репрезентација, док су у другом шеширу биле репрезентације које су слабије рангиране и тако редом; На претходним издањима Светског првенства само је први шешир био одређен на основу ранг листе, док су остала три одређивана на основу континента из кога долази репрезентација.
Као и на претходним првенствима, у истој групи нису могле бити извучене двије репрезентације из исте конфедерације осим УЕФА, која може имати максимално две репрезентације у истој групи.

## Извлачење
Репрезентације на жребу биле су поређане на основу ранг листе од октобра 2017, која је изашла 16. октобра 2017.

### Квалификоване репрезентације
На Светско првенство 2018. квалификовале су се следеће 32 репрезентације:
| Држава            | ФИФA ранг Октобар 2017 | Шешир |
| ----------------- | ---------------------- | ----- |
| Русија (домаћин)  | 65                     | 1     |
| Бразил            | 2                      | 1     |
| Иран              | 34                     | 3     |
| Јапан             | 44                     | 4     |
| Мексико           | 16                     | 2     |
| Белгија           | 5                      | 1     |
| Јужна Кореја      | 62                     | 4     |
| Саудијска Арабија | 63                     | 4     |
| Немачка           | 1                      | 1     |
| Енглеска          | 12                     | 2     |
| Шпанија           | 8                      | 2     |
| Нигерија          | 41                     | 4     |
| Костарика         | 22                     | 3     |
| Пољска            | 6                      | 1     |
| Египат            | 30                     | 3     |
| Исланд            | 21                     | 3     |
| Србија            | 38                     | 4     |
| Португалија       | 3                      | 1     |
| Француска         | 7                      | 1     |
| Уругвај           | 17                     | 2     |
| Аргентина         | 4                      | 1     |
| Колумбија         | 13                     | 2     |
| Панама            | 49                     | 4     |
| Сенегал           | 32                     | 3     |
| Мароко            | 48                     | 4     |
| Тунис             | 28                     | 3     |
| Швајцарска        | 11                     | 2     |
| Хрватска          | 18                     | 2     |
| Шведска           | 25                     | 3     |
| Данска            | 19                     | 3     |
| Аустралија        | 43                     | 4     |
| Перу              | 10                     | 2     |

## Шешири
| Шешир 1 | Шешир 2                                                                             | Шешир 3                                                                   | Шешир 4                                                                                       |
| --- | ----------------------------------------------------------------------------------- | ------------------------------------------------------------------------- | --------------------------------------------------------------------------------------------- |
| Русија (Домаћин заузима позицију A1) · Немачка · Бразил · Португалија · Аргентина · Белгија · Пољска · Француска · | Шпанија · Перу · Швајцарска · Енглеска · Колумбија · Мексико · Уругвај · Хрватска · | Данска · Исланд · Костарика · Шведска · Тунис · Египат · Сенегал · Иран · | Србија · Нигерија · Аустралија · Јапан · Мароко · Панама · Јужна Кореја · Саудијска Арабија · |

## Састави група
Групе извучене на жребу:
| Група А           | Група Б      | Група Ц    | Група Д   |
| ----------------- | ------------ | ---------- | --------- |
| Русија            | Португалија  | Француска  | Аргентина |
| Саудијска Арабија | Шпанија      | Аустралија | Исланд    |
| Египат            | Мароко       | Перу       | Хрватска  |
| Уругвај           | Иран         | Данска     | Нигерија  |
| Група Е           | Група Ф      | Група Г    | Група Х   |
| Бразил            | Немачка      | Белгија    | Пољска    |
| Швајцарска        | Мексико      | Панама     | Сенегал   |
| Костарика         | Шведска      | Тунис      | Колумбија |
| Србија            | Јужна Кореја | Енглеска   | Јапан     |

Судећи по ФИФА ранг листи, најјача група је Е (комбиновано 4415 поена), након чега следе група Ф (4151), Б (4128), Ц (4101), Д (4099), Г (3953), Х (3944) и најслабија група по рангу репрезентација група А (2991).